# 조선민주주의인민공화국 재정성
재정성(財政省)은 조선민주주의인민공화국의 경제 정책을 기획·총괄하고 예산 심의, 조세·경제에 대한 정책을 세우며, 재정정책과 국가재정 운용계획의 수립, 예산의 편성 및 기금 운용 계획안의 협의 조정, 예산과 기금의 집행과 관리 등을 담당하는 부서이다. 1948년 9월 조선민주주의인민공화국 출범과 함께 생겨났다.

## 연혁
- 1948년 9월 조선민주주의인민공화국 수립과 함께 재정성으로 발족.

## 조직과 업무

### 산하 외청
- 조선민주주의인민공화국 중앙은행
- 조선민주주의인민공화국 금융정보국

### 소속기관
- 조세련구소
- 국세심의위원회

## 역대 상, 부상

### 역대 재정상
- 최창익(崔昌益, 1948년 9월 2일 ~ 1952년 11월)
- 윤공흠(1952년 11월 ~ 1954년 3월)
- 최창익(崔昌益, 1954년 3월 23일 ~ 1954년 12월),, 부총리 겸직
- 윤공흠 (1954년 12월 ~ 1956년 8월), 상업상 겸직
- 리주연(李周淵) (1956년 8월 ~ 1957년 9월 19일)
- 리주연(李周淵) (1957년 9월 20일 ~ 1958년 4월 24일)
- 송봉욱(宋鳳郁) (1958년 4월 24일 ~ 1961년)

- 한상두 1962년 10월 23일 ~

- 윤기복 1967년 12월 16일 ~ 1972년
- 윤기복 1972년 ~

- 림경숙 : 1998년 9월 1일 ~ 2000년 10월 1일
- 문일봉 : 2000년 10월 2일 ~  1999년 10월 ~ 2003년 9월 2일
- 김완수 : ? ~ 2009년
- 박수길 : 2009년 4월 9일[1] ~ 2012년 2월
- 최광진 : 2012년 2월 ~ 2015년 2월
- 기광호 : 2015년 2월 ~ 2021년 1월
- 고정범 : 2021년 1월 ~

### 역대 부상
- 리주연(李周淵) : 1948년 9월 2일 ~ 1954년 3월 22일
- 장성일 : 1998년 9월 2일 ~ ,
- 김완수 :
- 김완수 : 2009년 4월 9일 ~

## 같이 보기
- 모피아
- 무역성
- 상업성